# Нове Життя (Киевская область)
Нове Життя (укр. Нове Життя) — село, входит в Володарский район Киевской области Украины.
Население по переписи 2001 года составляло 72 человека. Почтовый индекс — 09355. Телефонный код — 4569. Занимает площадь 0,602 км². Код КОАТУУ — 3221683603.

## Местный совет
09355, Київська обл., Володарський р-н, с.Лобачів, вул.Затонського,111, тел. 5–84–52  (укр.)